# لا تلعبي معي يا آنسة ناغاتورو
لا تلعبي معي يا آنسة ناغاتورو (بالإنجليزية: Don't Toy with Me, Miss Nagatoro)‏ هي سلسلة مانغا يابانية نشرت في 2017 من قبل دار كودانشا، وتم عمل مسلسل أنمي عرض في الفترة بين أبريل حتى يونيو 2021  وتم تجديده لموسم ثاني.

## الشخصيات
- هاياسي ناغاتورو - مؤدية الصوت: سوميري أويساكا
- ناوتو هاتشيوجي - مؤدي الصوت: دايكي ياماشيتا
- غامو ماكي - مؤدية الصوت: ميكاكو كوماتسو
- سونوميا سانا - مؤدية الصوت: نانا ميزوكي
- يوشي - مؤدية الصوت: إينا سوزوكي
- ساكورا - مؤدية الصوت: شيوري إيزاوا
- ميساكي ناغاتورو - مؤدية الصوت: نانجو يوشينو
- سونوميا هانا - مؤدية الصوت: سايومي سوزوشيرو
- أوريهارا - مؤدية الصوت: كاوري مايدا